# Doop met de Heilige Geest

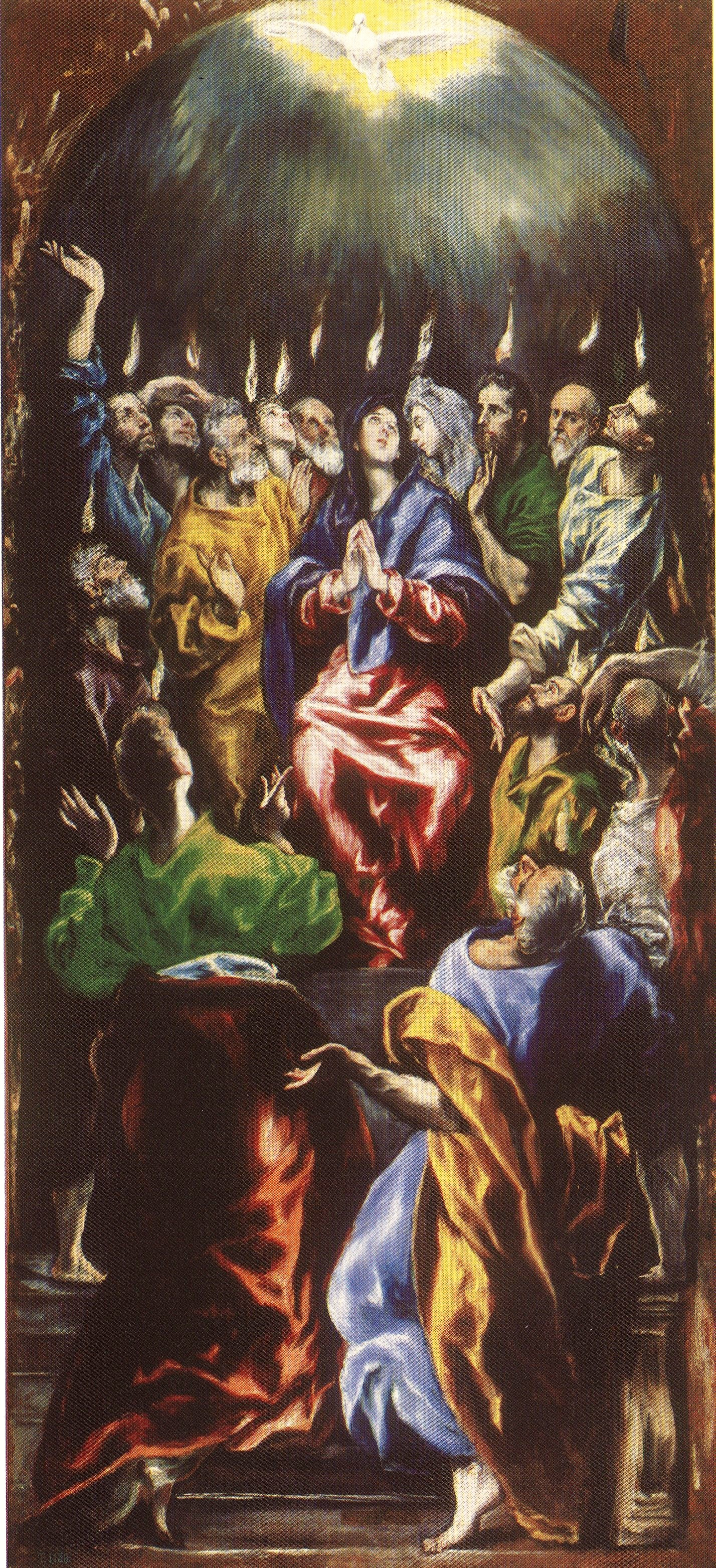
Doop met de Heilige Geest

Volgens het Nieuwe Testament is de doop met de Heilige Geest een ervaring die door Jezus is ingesteld. In het evangelie volgens Lucas beschrijft Jezus het "als de belofte van de Vader" door welke de discipelen 'kracht uit den hoge' (Lucas 24:49) zouden ontvangen. Onder de verschillende kerkelijke stromingen zijn verschillende interpretaties van wat de doop met de Heilige Geest precies inhoudt.

## Katholiek
Volgens de officiële leer van de Rooms-Katholieke Kerk ontvangen gelovigen de ‘doop in de Heilige Geest’, wanneer zij op 12-jarige leeftijd het vormsel ontvangen: de kerk bevestigt de aanwezigheid van de Heilige Geest die ze bij hun doop als kind hebben ontvangen. Er is echter de groeiende beweging van 'charismatische' katholieken (44 miljoen in het jaar 2000) die de ‘doop met de Heilige Geest’ zien als een losstaande ervaring waarnaar men heeft verlangd. Zij spreken overigens niet over de 'doop met de Geest', maar eerder over het 'vrijlaten' van de gaven die al aanwezig waren in de doop en het vormsel.

## Pinksterbeweging
In de theologie van de pinksterbeweging is de 'doop met de Heilige Geest' een ervaring waarvan de Bijbelse belofte en de beschrijving van de Pinksterdag in Jeruzalem te vinden is in het boek Handelingen der apostelen.
De pinksterbeweging ziet de doop met Heilige Geest als een opzichzelfstaande gebeurtenis. Deze ervaring veronderstelt een voorafgaande bekering (tot het christelijk geloof). De Doop met de Heilige Geest' hoeft echter niet direct op de bekering te volgen. Ook hier kan sprake zijn van een losstaande gebeurtenis. De traditionele uitleg was dat het spreken in klanktaal het uiterlijke bewijs was dat iemand gedoopt was met de Heilige Geest. Dat betekende andersom ook dat iemand die niet in klanktaal sprak ook niet gedoopt was met de Heilige Geest. Deze stelling wordt tot vandaag de dag door sommige theologen binnen de pinksterbeweging verdedigd.
Sommige charismatische christenen geloven dat de charismata of gaven van de Heilige Geest direct worden gegeven wanneer iemand christen wordt. Anderen menen dat de gelovige hier pas over kan beschikken wanneer hij gedoopt is 'in de Geest'.

## Reformatorisch
De gereformeerde theologie beziet de 'doop met de Heilige Geest' als eenmalige gebeurtenis op de Pinksterdag. In tegenstelling tot de pinksterbeweging ziet zij de "doop met de Geest" niet als een ervaring voor elke gelovige, maar meer als een teken voor de kerk als geheel dat zij de Geest heeft ontvangen, zoals beloofd was door Jezus, en als complete vervulling van de "belofte der Vaders", dat de Heilige Geest zou worden uitgestort op al het vlees.

## Het Consolamentum
Bij de Katharen ontving een chrétien, na een noviciaat, het consolamentum. Dit was het enige sacrament voor de Katharen. Het was een vorm van inwijding in de Heilige Geest en gebeurde door handoplegging. Hierdoor werd de goddelijke geest in de mens in contact gebracht met de Heilige Geest, waardoor de mens in staat werd zijn goddelijke oorsprong te ervaren. Na het consolamentum moest hij leven volgens een strikte regel. Deze regel was ascetisch van aard: verbod om dierlijk voedsel te eten en het gebod om een evangelische moraal te beoefenen: verbod om te vloeken, te liegen en te doden. Het consolamentum kon pas ontvangen worden op volwassen leeftijd; de Katharen meenden dat dit bewust moest gebeuren, in alle vrijwilligheid. Voor degenen die aldus waren gereinigd, zou de dood een verlossing van de materie teweegbrengen.

## Bijbelverzen met betrekking tot de doop in de Heilige Geest
- "...de heilige Geest, die God geschonken heeft aan wie hem gehoorzamen."[4]
- "...Hij zal jullie dopen met de heilige Geest en met vuur..."[5]
- "Ik heb jullie gedoopt met water, maar hij zal jullie dopen met de heilige Geest"[5]
- "...Hij zal jullie dopen met de heilige Geest en met vuur..."[5]
- "...Ik zal ervoor zorgen dat de belofte van mijn Vader aan jullie wordt ingelost. Blijf in de stad tot jullie met kracht uit de hemel zijn bekleed..."[6]
- "Wanneer je ziet dat de Geest op iemand neerdaalt en blijft rusten, dan is dat degene die doopt met de heilige Geest."[7]
- "...waar ze bijeen waren begon het te beven, en allen werden vervuld van de heilige Geest en spraken vrijmoedig over..."[8]
- "...Nadat ze waren aangekomen, baden ze dat ook de Samaritanen de heilige Geest mochten ontvangen, want deze was nog op niemand..."[9]
- "...ik ben gezonden door de Heer, door Jezus, die aan u verschenen is op de weg hierheen, om ervoor te zorgen dat u weer kunt zien en vervuld wordt van de heilige Geest..."[10]
- "Terwijl Petrus nog aan het woord was, daalde de heilige Geest neer op iedereen die naar zijn toespraak..."[11]
- "...Ik herinnerde me dat de Heer tegen ons zei: “Johannes doopte met water, maar jullie zullen gedoopt worden met de heilige Geest."[12]
- "...aan wie hij vroeg: ‘Hebben jullie de heilige Geest ontvangen toen jullie het geloof aanvaardden?’ Ze antwoordden: ‘Nee, we hebben zelfs niet eens gehoord dat er een Heilige Geest bestaat. ..."[13]

## Voetnoten
1. ↑  Hand. 1:5 (en Mt. 3:11) en Hand. 2:1-4
2. ↑  Tegenwoordigheid van Geest; Verkenningen op het gebied van de leer van de Heilige Geest, door Kees van der Kooi; Kok: Kampen, 2006, 60
3. ↑  ... En het zal geschieden op het einde der dagen, zegt God: Ik zal uitstorten van mijn Geest over alle vlees. ... Hand. 2:14-18
4. ↑  Hand. 5:32
5. 1 2 3  Matteus 3:11; Markus 1:8; Lucas 3:16
6. ↑  Lucas 24:49
7. ↑  Johannes 1:33
8. ↑  Hand. 4:31
9. ↑  Hand. 8:14-17
10. ↑  Hand. 9:17
11. ↑  Hand. 10:44-48
12. ↑  Hand. 11:15-16
13. ↑  Hand. 19:1-6